# Lenka Helena Koenigsmark
Lenka Helena Koenigsmark, rozená Holá (* 6. května 1975), je česká manažerka, marketingová specialistka a filantropka. 
Věnuje se například pomoci rodinám handicapovaných a společenské osvětě, za což dostala poděkování Nadace Olgy Havlové. Založila projekt Dobrodějna, který funguje prostor pro lidi v nouzi a nabízí darované potraviny, oblečení a další základní potřeby.[zdroj?]
Také se angažuje v oblasti podpory žen, věnuje se mentoringu, koučování a vzdělávání žen, je také spoluzakladatelkou spolku CZEWIS, který se zasazuje o rovnoprávné zastoupení ve vedení sportu.[zdroj?]
V roce 2022 kandidovala neúspěšně do Senátu Parlamentu České republiky, v roce 2024 pak neúspěšně do Evropského parlamentu.

## Kariéra
Vystudovala obor Finanční podnikání na Masarykově univerzitě v Brně, promovala v roce 1999.[zdroj?]
Od roku 2000 se pohybuje v marketingu, nejdříve v rámci reklamních agentur. Po několika letech začala pracovat jako marketingová manažerka ve společnosti Wella, poté pracovala osm let pro společnost Lego a následně 10 let pro amerického výrobce hraček Mattel.[zdroj?]
Od roku 2010 se věnuje PR v oblastech jako je bytový design, architektura nebo kosmetika.[zdroj?]
Od roku 2023 přednáší kurs Ženy ve vedení pro online platformu LABA.[zdroj?]

## Osobní život
Má dva syny, Benjamina a Maxmiliana, který se narodil těžce postižený. S manželem se začali věnovat jeho rozvoji a vytvořila instagramový účet, který mapuje denní život s postiženým dítětem. V roce 2021 za tuto činnost získala zvláštní poděkování Nadace Olgy Havlové za podporu zvýšení povědomí o životě postižených.

## Politická angažovanost
Ve volbách do Senátu PČR v roce 2022 kandidovala jako nestranička za SEN 21 v obvodu č. 25 – Praha 6. Se ziskem 7,99 % hlasů skončila v prvním kole na 5. místě, a senátorkou se tak nestala.
Ve volbách do Evropského parlamentu v červnu 2024 byla z pozice nestraníka za hnutí SEN 21 lídryní kandidátky uskupení „SEN 21 a Volt Česko“. Uskupení však získalo pouze 0,33 % hlasů a zvolena tak nebyla.